# Svenska adelsförbundet
Svenska adelsförbundet är en organisation för svensk adel. Förbundet bildades 1914 på initiativ av dåvarande majoren G. H. W. Planting-Gyllenbåga, friherre G. Ridderstolpe med flera, och var en fortsättning på Adelns diskussionsklubb som bildades 1902. Förbundet har till uppgift att tillvarata gemensamma intressen för den svenska adeln, samt att bistå behövande medlemmar genom att dela ut bland annat understöd och stipendier. Även medlemmar av utländsk adel kan få inträde i förbundet.
Adelsförbundet utgav från 1905 årsskriften Arte et Marte, vilken 1959 sammanslogs med den av Riddarhuset sedan 1947 utgivna Meddelanden från Riddarhuset, varvid Riddarhuset övertog utgivarskapet.